# Герхардт, Пауль (органист)

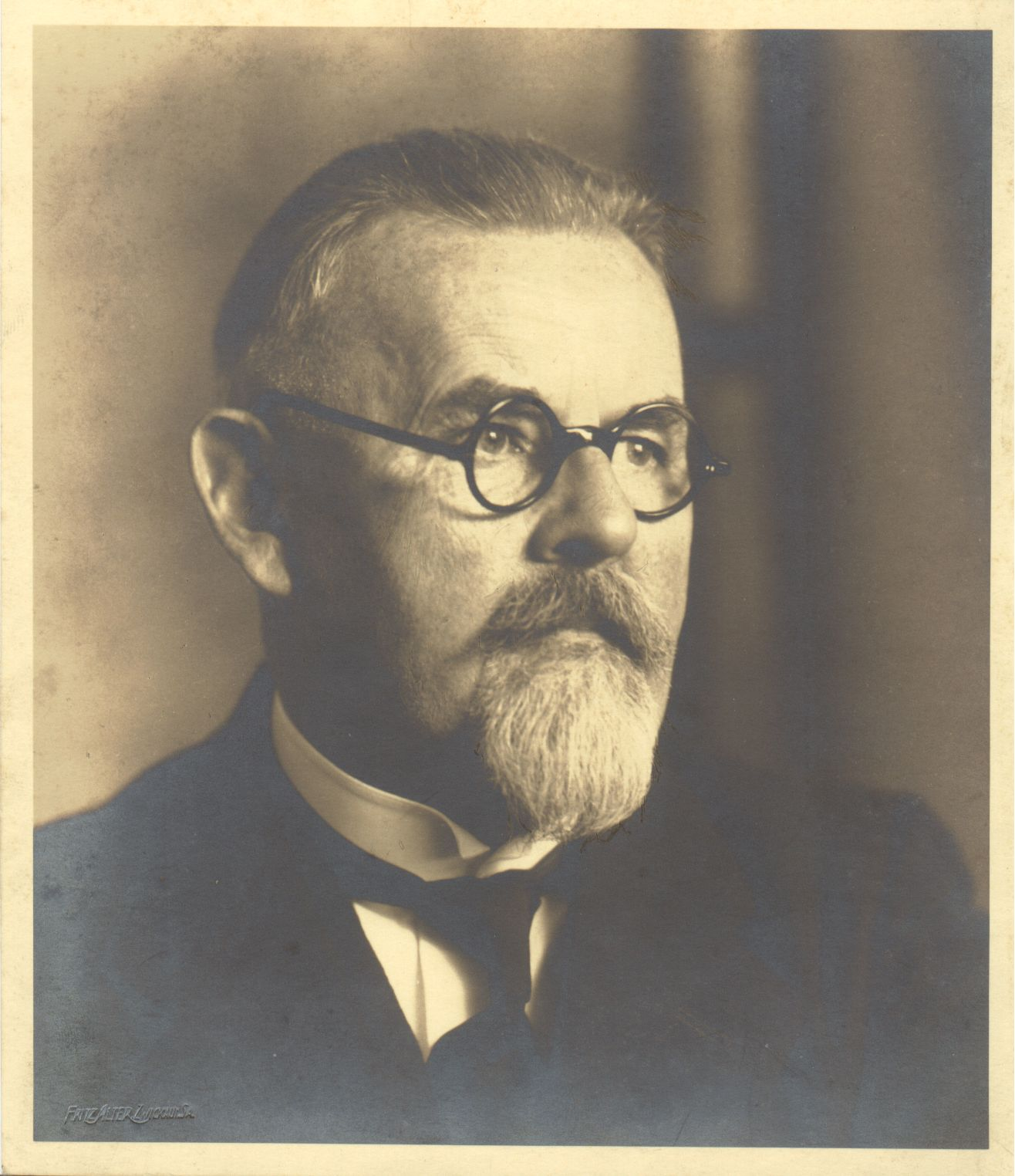

Пауль Фридрих Эрнст Герхардт (нем. Paul Friedrich Ernst Gerhardt; 10 ноября 1867, Лейпциг — 23 сентября 1946, Оберондорф, ныне в составе Цвиккау) — немецкий органист и композитор.
В 1888—1892 гг. учился в Лейпцигской консерватории, в том числе у Карла Райнеке (композиция) и Пауля Хомайера (орган). Одновременно изучал музыковедение в Лейпцигском университете у Германа Кречмара.
В 1893 г. занял пост органиста в лейпцигском пригороде Плагвиц. C 1898 года и до конца жизни органист Церкви Девы Марии в Цвиккау. Был первым пропагандистом и популяризатором органных произведений Макса Регера в Саксонии; в благодарность Регер посвятил Герхардту свою Фантазию на темы хорала «Не в ярости Твоей обличай меня» Op. 40 No. 2 (1899).
Композиции Герхардта, как и его учителя Райнеке, принадлежат к позднеромантическому направлению. Среди них выделяются Реквием для духового оркестра, арфы и органа (1917), «Немецкие страсти» (нем. Deutsche Passion; 1923) для контральто и хора в сопровождении оркестра и органа.
Вёл также педагогическую работу, среди его учеников Георг Айсман.